# VIII. Eduárd brit király
VIII. Eduárd (Edward Albert Christian George Andrew Patrick David of Windsor; London, 1894. június 23. – Párizs, 1972. május 28.) az Egyesült Királyság és a Brit Domíniumok királya és India császára 1936. január 20-tól 1936. december 11-i lemondásáig.
Eduárd V. György király és Tecki Mária legidősebb fiaként született. Apja 1910-es trónralépése után walesi hercegként ő volt a trónörökös. Az első világháború során a hadseregben szolgált, és többször is a frontra látogatott.
Apja halála után, 1936 januárjában lett az Egyesült Királyság és India uralkodója. Több kérdésben is megmutatkozott, hogy nem szívesen veszi figyelembe az udvari protokollt és az íratlan hagyományokat. Néhány hónappal beiktatása után belpolitikai válságot idézett elő, amikor feleségül kérte az amerikai Wallis Simpsont, aki korábban már kétszer elvált (másodszor Eduárd kedvéért). A Brit Nemzetközösség országainak miniszterelnökei ellenezték a házasságot, mert a vallási konvenciók szerint nem lehetett olyan felesége, akinek még él(nek) korábbi férje(i); ez különösen azért okozott gondot, mert királyként Eduárd volt az anglikán egyház feje is, és tisztában volt azzal, hogy ha mégis feleségül veszi Simpson asszonyt, akkor a brit kormány lemond, és alkotmányos válság jön létre. A király úgy döntött, hogy inkább lemond a trónról, de feleségül veszi szerelmét. Utódja legidősebb öccse, Albert lett, aki VI. György néven uralkodott. Eduárd összesen 326 napig volt Nagy-Britannia királya, megkoronázására nem került sor.
Lemondása után megkapta a számára létrehozott Windsor hercege címet. 1937 júniusában Franciaországban összeházasodott Simpsonnal. Eduárd már a második világháború előtt is szimpatizált a náci Németországgal és meglátogatta Adolf Hitlert, ezért Franciaország német megszállása után a Bahamák kormányzójává nevezték ki, hogy távol maradjon az ország vezetésétől. A világháború után lemondott, és Franciaországban élt feleségével, egészen a haláláig.

## Ifjúsága

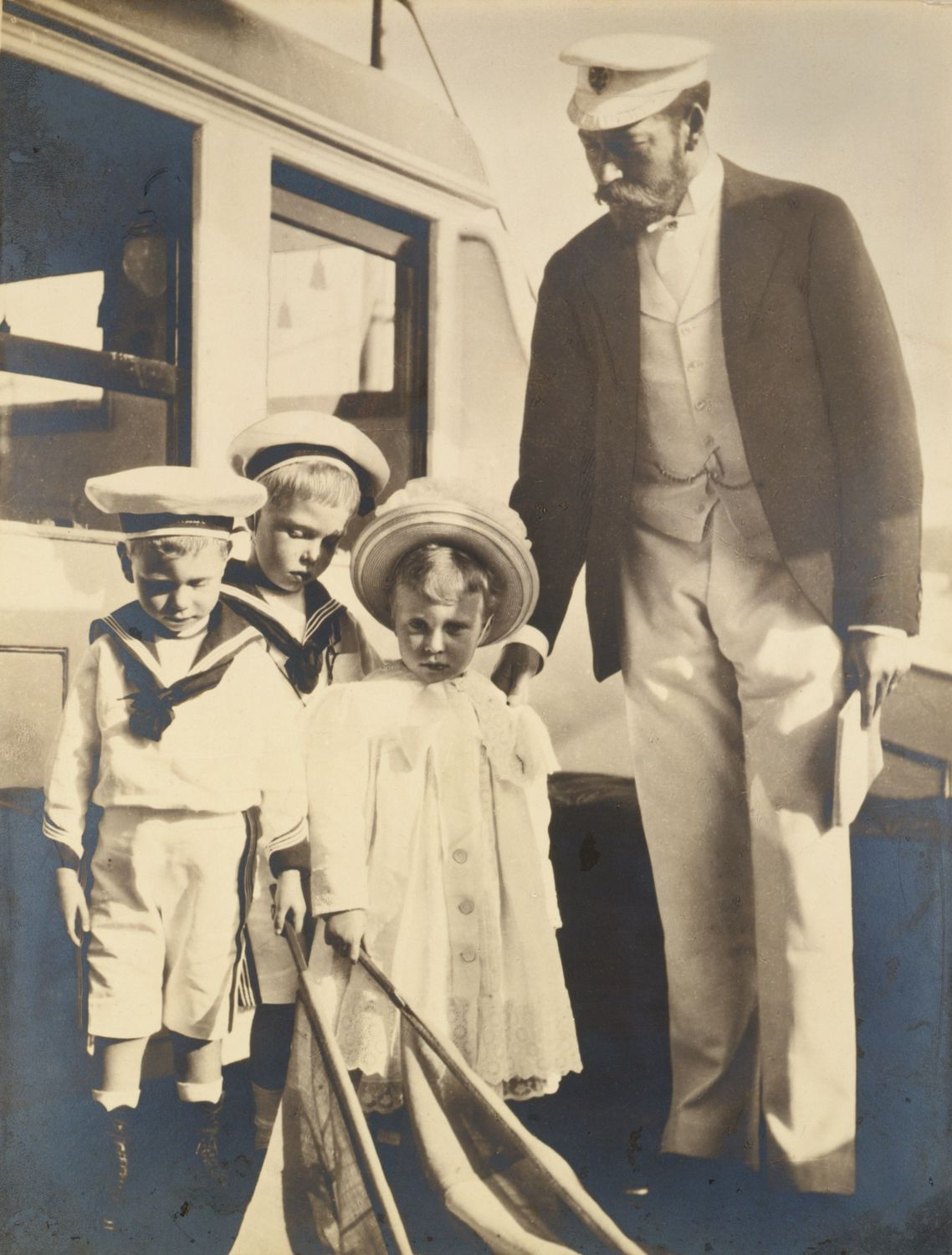
Eduárd (balról a második) apjával, Albert öccsével és Mária húgával (1899)

Eduárd 1894. június 23-án született London richmondi kerületében, a Richmond Parkban fekvő White Lodge kastélyban. Apja György yorki herceg (a trónörökös Eduárd fia), anyja Tecki Mária volt; Eduárd volt az első gyermekük. Eduárd ekkor – apja és nagyapja után – harmadik volt a brit örökösödési sorban. Anyai nagyapja a német származású Ferenc tecki herceg (Franz von Teck) volt.
A kisgyereket Edward White Benson canterburyi érsek keresztelte meg 1894. július 16-án a White Lodge zöld szalonjában Eduárd Albert Keresztély György András Patrik Dávid névre. Neveit nagyapja (Eduárd walesi herceg), apai dédapja (Albert herceg), anyai dédapja (IX. Keresztély dán király) és Anglia, Skócia, Írország és Wales védőszentjei tiszteletére kapta.
Az arisztokrácia köreiben megszokott módon Eduárdot és testvéreit nem közvetlenül a szüleik, hanem nevelőnők gondozták. Egyikük szülei látogatása előtt rendszeresen megcsipkedte őt; erre Eduárd sírva fakadt, a szülők pedig inkább elküldték őket. Miután ez a praktika kiderült, a nevelőnőt a gyerek bántalmazása miatt elbocsátották.
Apja, György herceg a szigorú nevelés híve volt („az apám félt az anyjától, én féltem az apámtól, én meg alaposan teszek róla, hogy a gyerekeim féljenek tőlem”, mondta), ennek ellenére tudott gyöngéd is lenni gyerekeihez.

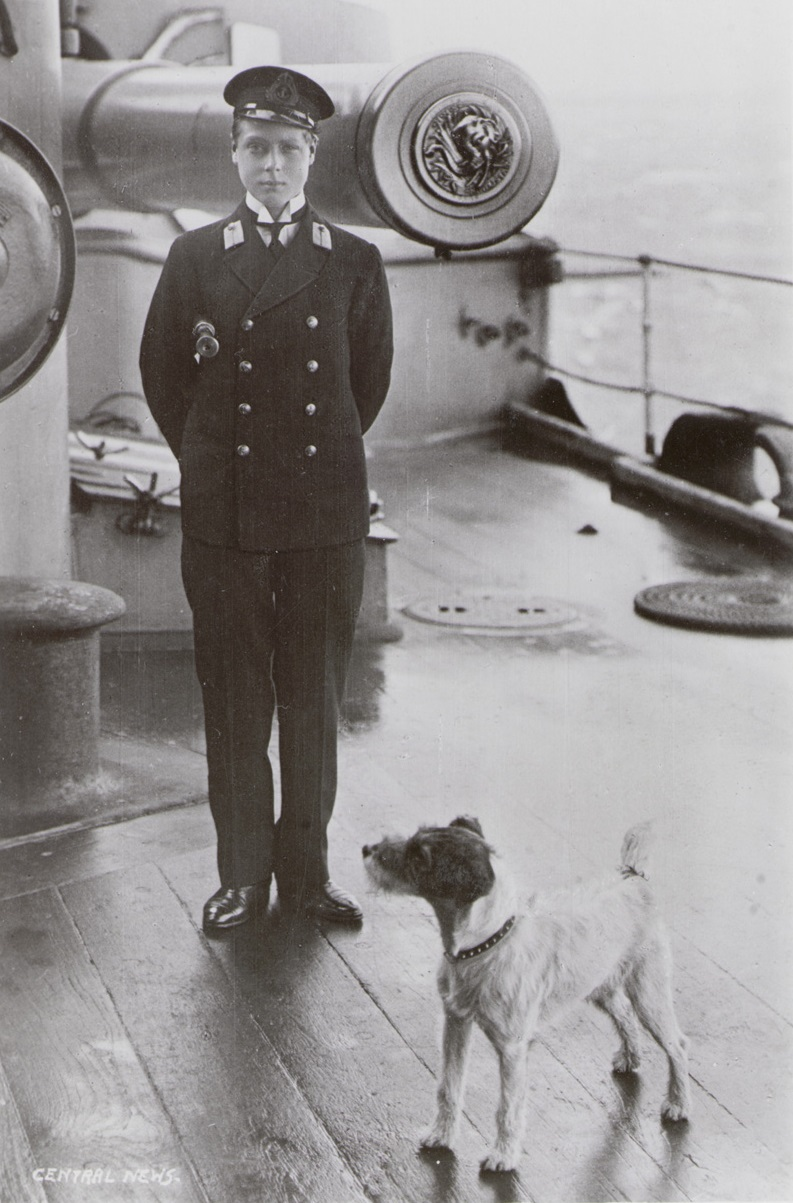
Eduárd kadétként a Hindustan csatahajón (1910)

Eduárd első magántanára Helen Bricka volt. Viktória brit királynő 1901-es halála után szülei kilenc hónapos birodalmi körútra indultak, őt és testvéreit pedig nagyszüleikre, VII. Eduárd királyra és Alexandra királynére bízták, akik szeretettel halmozták el unokáikat. A szülők visszatérése után Eduárd és testvérei két új magántanárt kaptak (Frederick Finchet és Henry Hansellt), akik szigorúan számon kérték rajtuk a kirótt tananyagot, és Eduárdot majdnem 13 éves koráig nevelték. Ezután tengerésztisztnek tanult. 1907-ben felvették az Osborne Naval College-be, ahol két évet töltött. Mivel ezt az iskolát nem kedvelte, a képzés maradék két évében a Royal Naval College diákja volt. Ekkor kapta el a mumpszot, ami a feltételezések szerint terméketlenné tette.
VII. Eduárd halála után, 1910. május 6-án a herceg apja, V. György lett Nagy-Britannia és India uralkodója. Eduárd automatikusan megkapta a Cornwall hercege és Rothesay hercege címeket, 16. születésnapján, 1910. június 23-án pedig a trónörököst megillető walesi hercegi cím tulajdonosa lett. Megkezdődött előkészítése az uralkodói kötelezettségekre is. Félbehagyta tengerésztiszti képzését (bár még három hónapot szolgált kadétként a Hindustan csatahajón), majd beiratkozott az Oxfordi Egyetem Magdalen College-ébe. Életrajzírói szerint az egyetemi képzésre ekkor még nem volt eléggé felkészült. Eduárd kiváló lovasnak bizonyult, és tagja lett az egyetemi lovaspólócsapatnak. Nyolc szemeszter után, fokozat vagy diploma megszerzése nélkül hagyta ott Oxfordot.

## Wales hercegeként

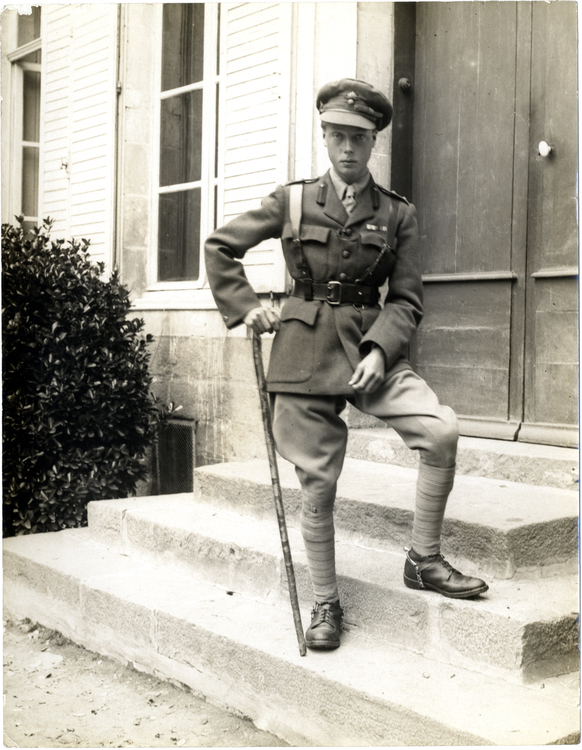
Eduárd az első világháború alatt

Eduárd walesi hercegi beiktatására 1911. július 13-án került sor a caernarfoni várban. A látványos ceremóniát a walesi származású pénzügyminiszter (később miniszterelnök) David Lloyd George szervezte, akinek sikerült rávennie a herceget, hogy walesi nyelven is szóljon néhány szót a beiktatási beszédében.
Az első világháború 1914-es kitörésekor a katonakorú Eduárd belépett a gránátos gárdaezredbe, és a frontra kérette magát. Lord Kitchener hadügyminiszter azonban ezt megakadályozta, mert tartott attól, hogy a németek elfoghatják a trónörököst. A herceg ennek ellenére elsőkézből megtapasztalta a lövészárokharcot és gyakran látogatta a frontvonalat, amiért 1916-ban Hadikereszttel tüntették ki. A háborús veteránok között népszerű volt, bár ténylegesen nem sokat tett a győzelemért. Eduárd megtanult repülőgépet vezetni; először 1918-ban emelkedett a levegőbe, később pedig megszerezte a pilótajogosítványt.
Az 1920-as években mind bel-, mind külföldön számos alkalommal helyettesítette apját, V. Györgyöt a hivatalos alkalmakkor. Magas rangja, vonzó külseje és nőtlensége miatt sokat írtak róla az újságok. Népszerűségének csúcsán ő volt a legtöbbet fényképezett híresség.

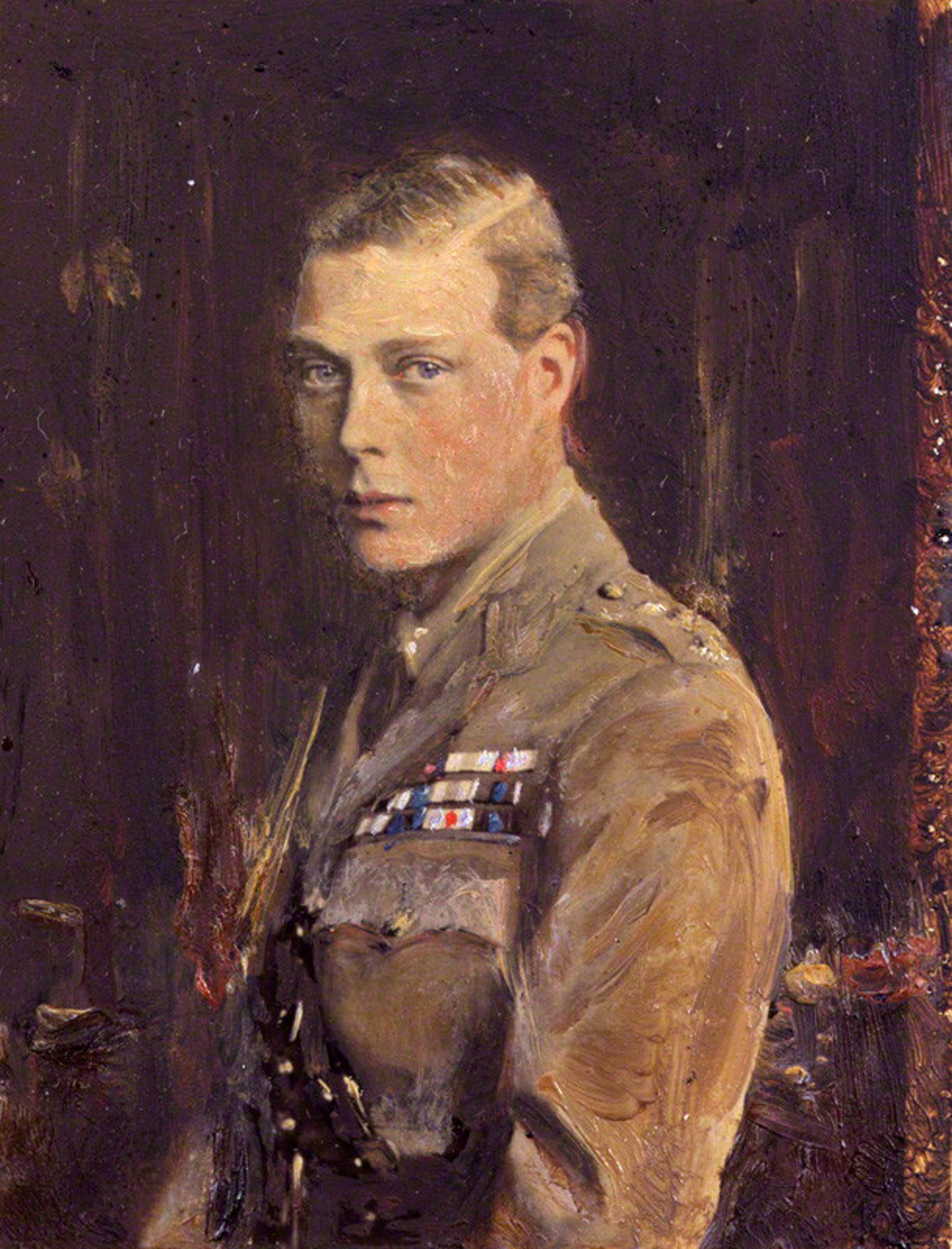
A walesi herceg arcképe (Reginald Grenville Eves képe, 1920 k.

Több látogatást tett az ország szegénység sújtotta területeire. 1919 és 1935 között összesen tizenhatszor utazott a Brit Birodalom különböző országaiba és gyarmataira. 1931 januárja és áprilisa öccsével, György kenti herceggel együtt 29 ezer km-nyit utazott, amikor az Oropesa utasszállító hajóval Dél-Amerikába ment, majd egy körút után Párizs érintésével repülőgéppel tért vissza Londonba, a windsori parkban kialakított leszállóhelyre.
Wales és Windsor hercegeként tett olyan megnyilvánulásokat is, amelyek abban az időben nem keltettek feltűnést, később azonban megrontották a közvélemény róla kialakított képét. 1920-ban például azt írta az ausztrál bennszülöttekről: „Ezek a legvisszataszítóbb teremtmények, akiket valaha is láttam! Ezek az emberi lények legalacsonyabb ismert formái és a majmok legközelebbi rokonai”.
1919-ben a herceg lett a Wembley Parkban rendezendő Brit Birodalmi Kiállítás szervezőbizottságának elnöke, és ebben a minőségében javasolta egy „nagy nemzeti sportpálya felépítését; így ő volt a Wembley Stadion egyik ötletgazdája”.

## Szerelmi kalandjai

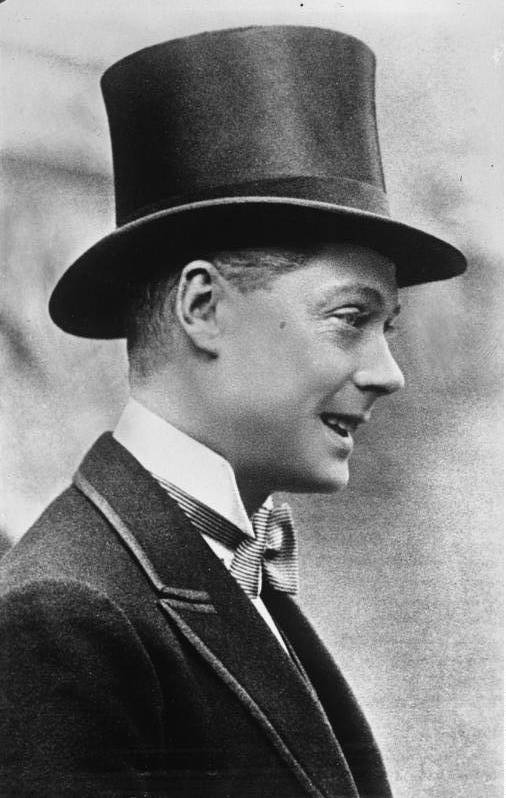
Eduárd 1932-ben

Eduárd 1917-ben, még a világháború alatt viszonyt folytatott egy párizsi kurtizánnal, Marguerite Alibert-rel. A következő évben szakított vele, hogy szerelmet valljon egy gazdag textilgyáros lányának, Freda Dudley Wardnak, aki ekkor már egy parlamenti képviselő felesége volt. Alibert megtartotta a herceg indiszkrét leveleit, és feltehetően zsarolni is próbálta velük Eduárdot. 1923-ban Alibert meggyilkolta gazdag egyiptomi férjét, de a bíróság felmentette, egyesek szerint a királyi ház nyomására.
Az 1920-as 30-as években a herceg felelőtlen, nőcsábász viselkedésével felháborította apját, aki szerette volna, ha megházasodik, ahelyett hogy férjes asszonyokkal kezd ki. Alan Lascelles, aki nyolc évig volt Eduárd magántitkára, azt írta hogy „valamilyen öröklődési vagy fiziológiai okból (a herceg) normális mentális fejlődése teljesen leállt, amikor elérte a serdülőkort”. V. György ki is jelentette, hogy „miután meghaltam, ez a fiú tizenkét hónapon belül tönkreteszi magát”.
Az amerikai Time magazin már 1929-ben arról írt, hogy Eduárd csúfolódva Erzsébet királynénak nevezte öccse, Albert feleségét. Albertnek és Erzsébetnek ekkor már volt két leánya, Erzsébet és Margit, míg Eduárd meg sem házasodott. V. György is azt szerette volna, ha kisebbik fia örökli a trónt: „Imádkozom Istenhez, hogy a nagyobbik fiam soha ne nősüljön meg, és ne legyenek gyerekei, és semmi se kerüljön Bertie (Albert), Lilibet (a kis Erzsébet) és a trón közé.”
1930-ban a herceg megkapta apjától a Fort Belvedere kastélyt. Ettől fogva ide hozta újabb és újabb barátnőit (többnyire férjes asszonyokat), többek között Freda Dudley Wardot és Thelma Furnesst (egy brit főrend amerikai feleségét), aki bemutatta neki Wallis Simpsont. Simpson 1927-ben vált el első férjétől, Winfield Spencer tengerésztiszttől, és ekkor Ernest Simpson brit-amerikai üzletember felesége volt. Furness egyik külföldi útja alatt Eduárd és Wallis Simpson összejöttek, bár a herceg tagadta az apja előtt, hogy a nő a szeretője lenne. Egy újabb férjes asszonnyal létesített viszony tovább rontotta a herceg és apja közötti kapcsolatot. V. György és felesége 1935-ben egyszer találkozott Simpsonnéval, és a későbbiekben nem voltak hajlandóak fogadni őt. A kormányt és a királyi családot komolyan aggasztotta, hogy a trónörökös egy kétes múltú, elvált külföldi nővel tart kapcsolatot, és titokban a nemzetbiztonsági szolgálattal is figyeltették őket.

## Uralkodása

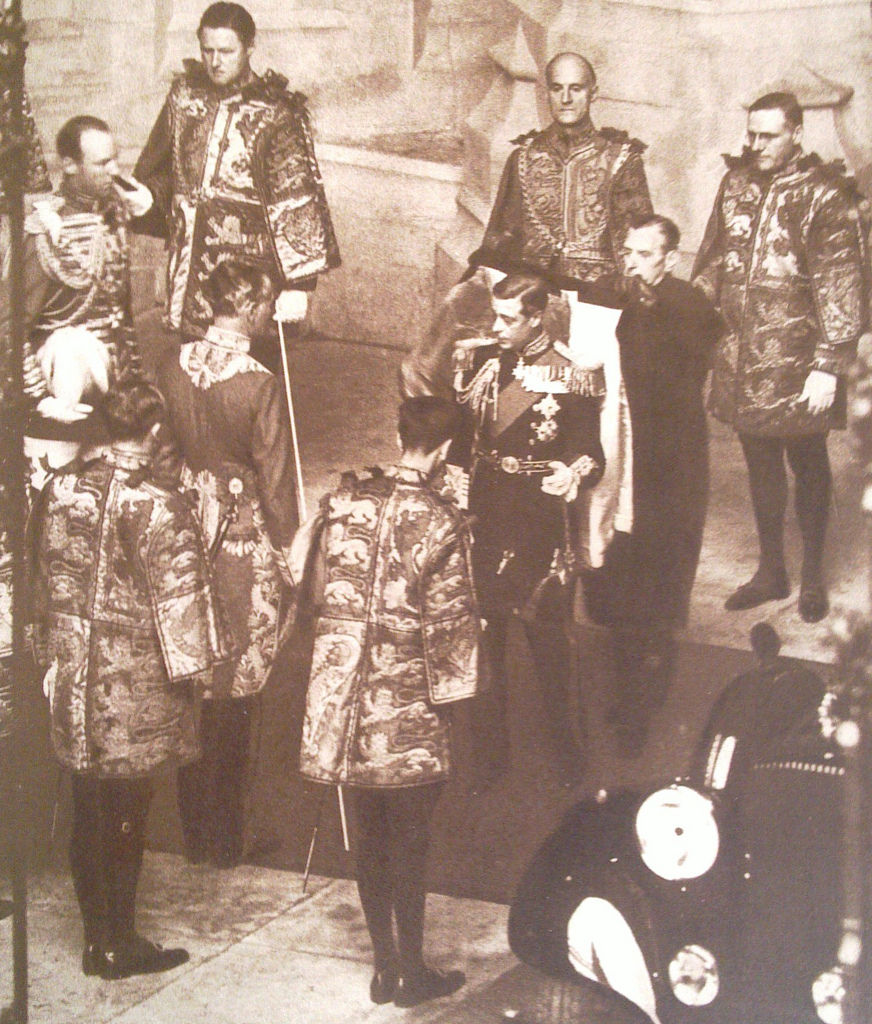
VIII. Eduárd a parlament 1936-os ülésszakának megnyitóján

1936. január 20-án V. György meghalt, és a walesi herceg VIII. Eduárd néven az Egyesült Királyság és India trónjára került. Már másnap megszegte az udvari protokollt, amikor trónra lépésének kihirdetését a St James's Palace egyik ablakából a még mindig férjezett Simpsonné társaságában nézte végig. Ő volt az ország első uralkodója, aki repülőgépen ült (a norfolki Sandringhamból repült Londonba).
A kormány bizonytalan volt abban, hogyan viszonyuljon az új királyhoz. Amikor Eduárd meglátogatta Dél-Wales nyomorgó falvait, és felkiáltott „valamit tenni kell”, azt úgy értelmezték, hogy bele akar szólni a belpolitikai ügyekbe. Nem szívesen küldték el a bizalmas iratokat az uralkodó rezidenciájára, mert tudták, hogy nem sok figyelmet szentel nekik és attól tartottak, hogy Simpson vagy valamelyik vendége beléjük olvashat.
Eduárd szakított azzal az íratlan szabállyal is, hogy az egymást követő uralkodókat a pénzérméken másik profiljukból ábrázolják. Ragaszkodott ahhoz, hogy apjához hasonlóan bal profilból mutassák, mert így látszott a hajválasztéka. Lemondása előtt csak néhány próbaveret érme készült el, amelyeket a gyűjtők nagy becsben tartanak. VIII. Eduárd köriratban szereplő nevével és címeivel csak néhány kis névértékű, portré nélküli gyarmati veret került kibocsátásra, valamint a Bank of Canada 1935-ös sorozatú, lemondása miatt már 1937-től VI. György portrésra cserélt 5 dollárosa ábrázolta az uralkodót.. Az Eduárdot követő VI. György fenntartotta a hagyományt, és szintén balra nézett a pénzérméin, mintha Eduárd eltévelyedése meg sem történt volna.

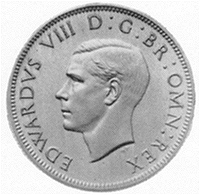
VIII. Eduárd érmékre tervezett bal profilja. Lemondása miatt portréjával végül egyetlen érme sem került kibocsátásra.

1936. július 16-án a Buckingham-palota mellett lovagolt, amikor egy ír férfi (Jerome Bannigan, más néven George McMahon) elővett a kabátjából egy pisztolyt, de a rendőrök még azelőtt legyűrték, hogy elsüthette volna. A tárgyaláson azt állította, hogy „egy idegen nagyhatalom” akarta rávenni, hogy ölje meg a királyt, amit ő jelentett a kémelhárításnak, és az egész akciót az MI5 szervezte az idegen ügynökök lebuktatására. A bíróság nem fogadta el a magyarázatát és egy év börtönre ítélték. Ma úgy gondolják, hogy Bannigan tényleg kapcsolatban állt a kémelhárítással, bár a történet többi része továbbra is homályban maradt.
Augusztus és szeptember során a király és Simpsonné a Nahlin luxusyachton mediterrán körúton vett részt. Októberre világossá vált, hogy Eduárd feleségül akarja venni a nőt, aki elindította a második férjétől való elválás jogi procedúráját. Megkezdték a király és a leendő királyné koronázásának előkészületeit. Az egyház ellenvetései miatt a koronázást nem a hagyományos helyszínen, a westminsteri apátságban tartották volna, hanem szekuláris ceremóniával a Banqueting House palotában.

## Eduárd lemondása

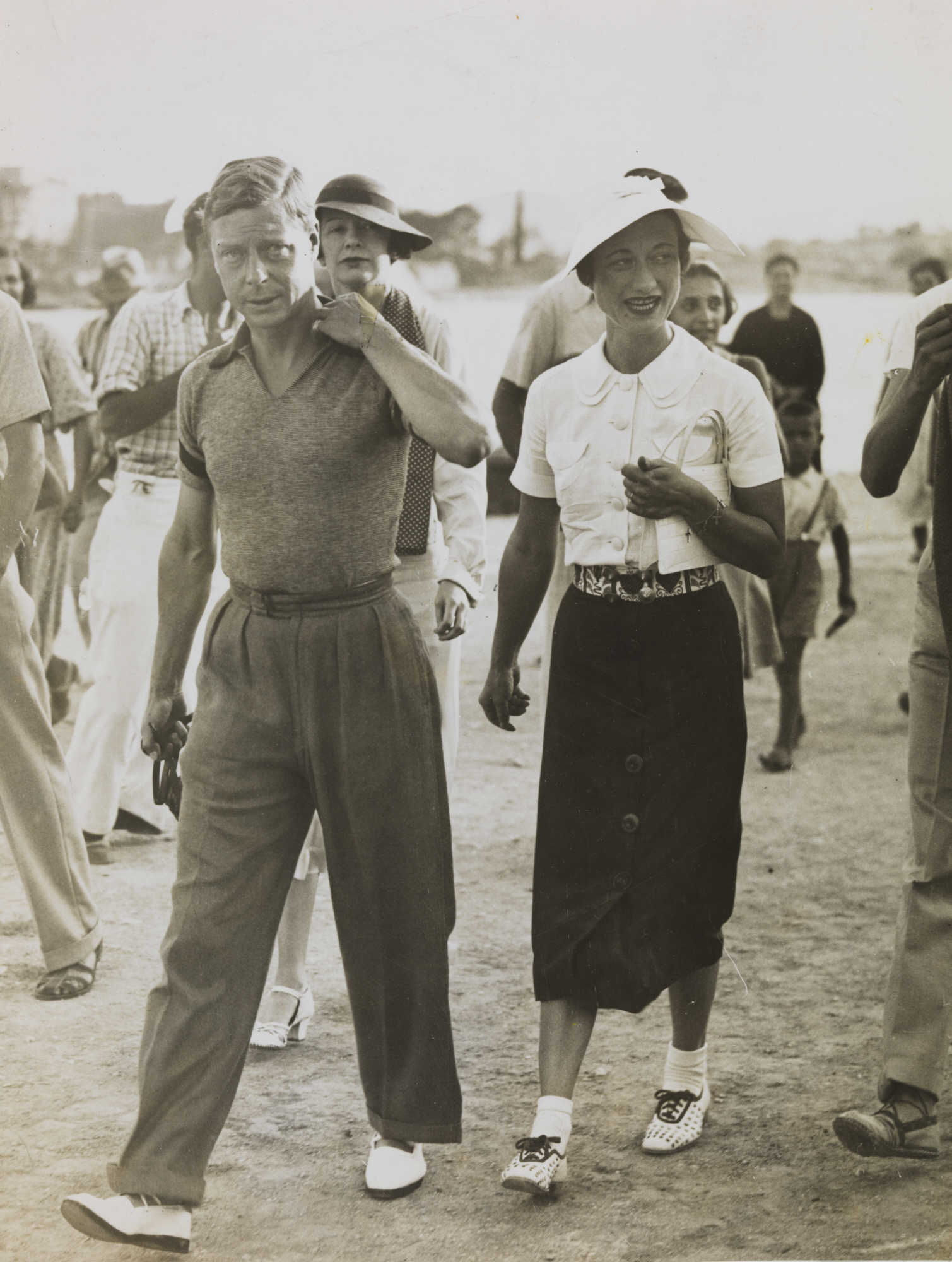
VIII. Eduárd és Wallis Simpson Jugoszláviában, 1936-os mediterrán körútjukon

1936. november 16-án a király a Buckingham-palotába rendelte Stanley Baldwin miniszterelnököt és közölte vele, hogy amint Wallis Simpson válása véglegessé válik, feleségül fogja venni. Baldwin megmondta neki, hogy az alattvalói erkölcsi okból nem fogják elfogadni házasságát, és nem fogják eltűrni, hogy Simpson legyen a királyné. Uralkodóként Eduárd volt az anglikán egyház feje is, márpedig az egyház nem ismerte el az olyan elvált nővel való házasságot, akinek még élt az előző férje.
Eduárd morganatikus házasságot javasolt, így Simpson nem lett volna királyné és gyerekeik nem örökölték volna a trónt. A brit és a domíniumi (Kanada, Ausztrália stb.) kormányok azonban ezt is elfogadhatatlannak vélték. Utóbbiaknak a Nemzetközösséget létrehozó westminsteri statútum alapján vétójoguk volt az örökösödést és a királyi címeket illető változásokban. Mind az ausztrál, mind a kanadai és a dél-afrikai miniszterelnök határozottan ellenezte, hogy a király egy elvált nőt vegyen feleségül; az ír kormányfő érdektelenséget tanúsított, míg az új-zélandi nem is ismerte a botrány hátterét. A csalódott Eduárd csak annyit válaszolt, hogy „Ausztráliában nem laknak sokan” és az ő véleményük nem számít.

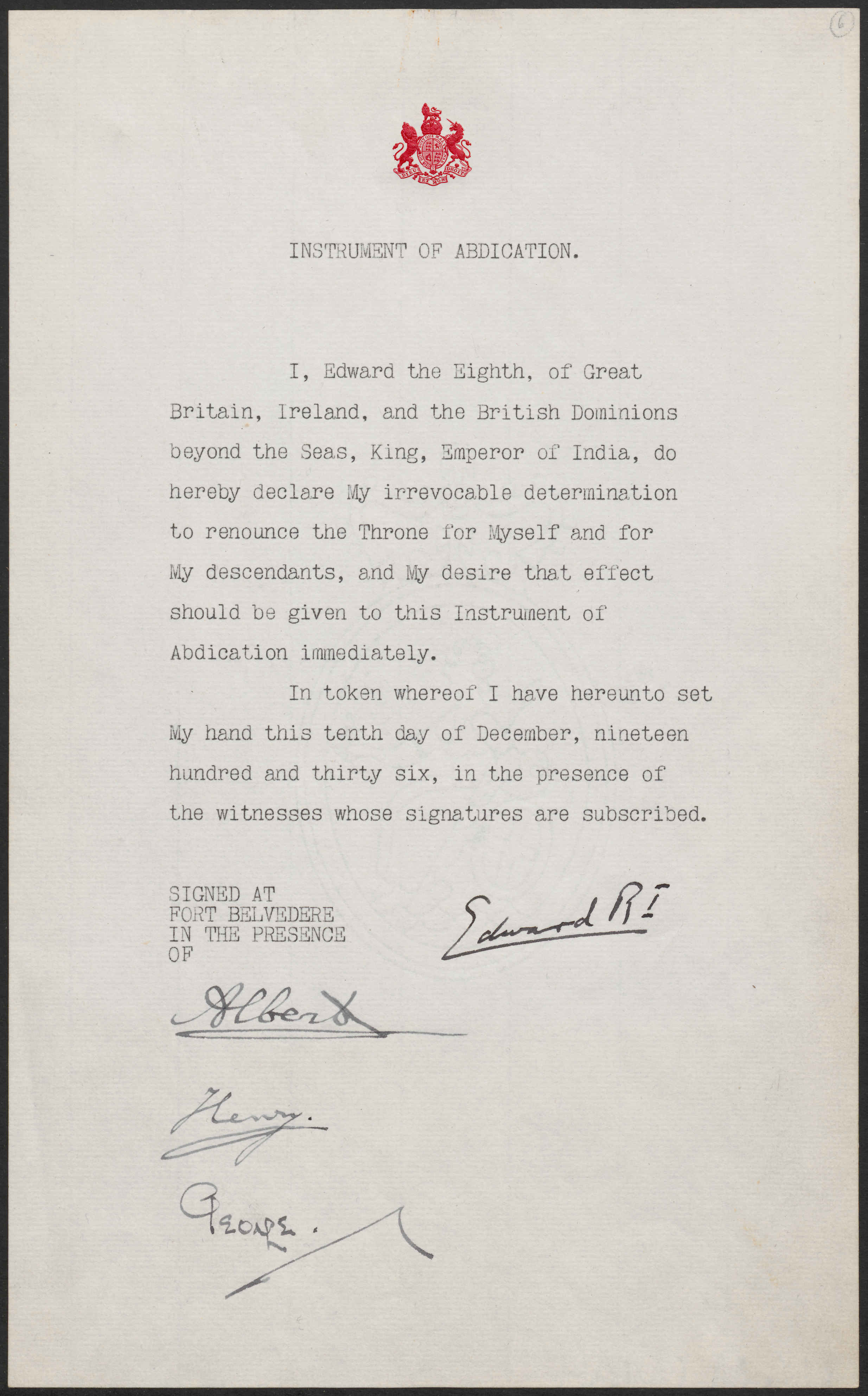
VIII. Eduárd lemondó nyilatkozata

Eduárd kijelentette Baldwinnak, hogy ha nem veheti feleségül a szerelmét, akkor lemond. A miniszterelnök erre három lehetséges utat mutatott a királynak: vagy elveti a házasság gondolatát, vagy „miniszterei akarata ellenére házasodik” vagy átadja öccsének a trónt. Egyértelmű volt, hogy a második lehetőség választása esetén a kormány lemond, és alkotmányos válság következik. Eduárd úgy döntött, hogy lemond a trónról.
A király a Fort Belvedere kastélyban írta alá a lemondó nyilatkozatot 1936. december 10-én három öccse, Albert yorki herceg, Henrik gloucesteri herceg és György kenti herceg jelenlétében. Utolsó uralkodói cselekedete másnap a lemondási törvény jóváhagyása volt. A westminsteri statútum előírásainak megfelelően valamennyi domíniumnak is el kellett ismernie az uralkodó lemondását.
December 11-én este az immár ismét herceg Eduárd rádióbeszédben mondta el döntése hátterét: „Lehetetlennek bizonyult számomra hordozni a királyi kötelességek és felelősségek nehéz terhét annak a nőnek a támogatása és segítsége nélkül, akit szeretek.” Eduárd másnap elutazott Ausztriába és csak hónapokkal később találkozott Simpsonnal, amikor annak válópere már befejeződött. Nagy-Britannia új királya Eduárd legidősebb öccse, Albert lett, aki a VI. György nevet vette fel. Trónörökösként Albert idősebb lányát, Erzsébetet jelölték meg.

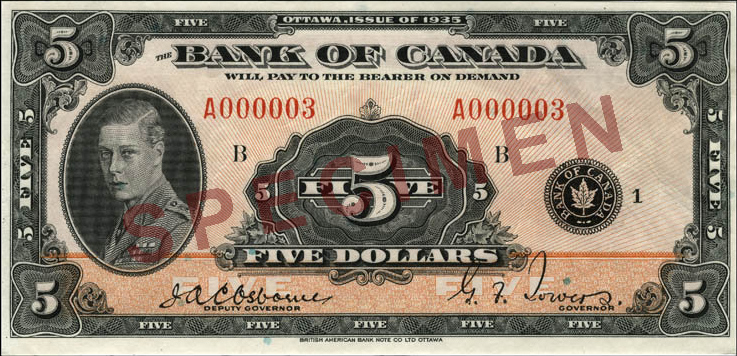
A Bank of Canada VIII. Eduárd portréjával nyomtatott 5 dolláros bankjegye

## Windsor hercegeként
VI. György december 12-én a Titkos tanács ülésén bejelentette, hogy bátyját Windsor hercege címmel ruházza fel. Azt szerette volna, hogy ez legyen uralkodása első elfogadott törvénye, bár a formális dokumentumokat csak a következő év márciusában írták alá. Királyi hercegként Eduárdot nem választhatták meg a parlament alsóházába, és a Lordok Házában sem beszélhetett politikai kérdésekről. Az 1937. május 27-én kiadott kiváltságlevél kikötötte, hogy a Windsor hercege cím csak Eduárdra vonatkozik, sem felesége, sem gyermekei nem használhatják.

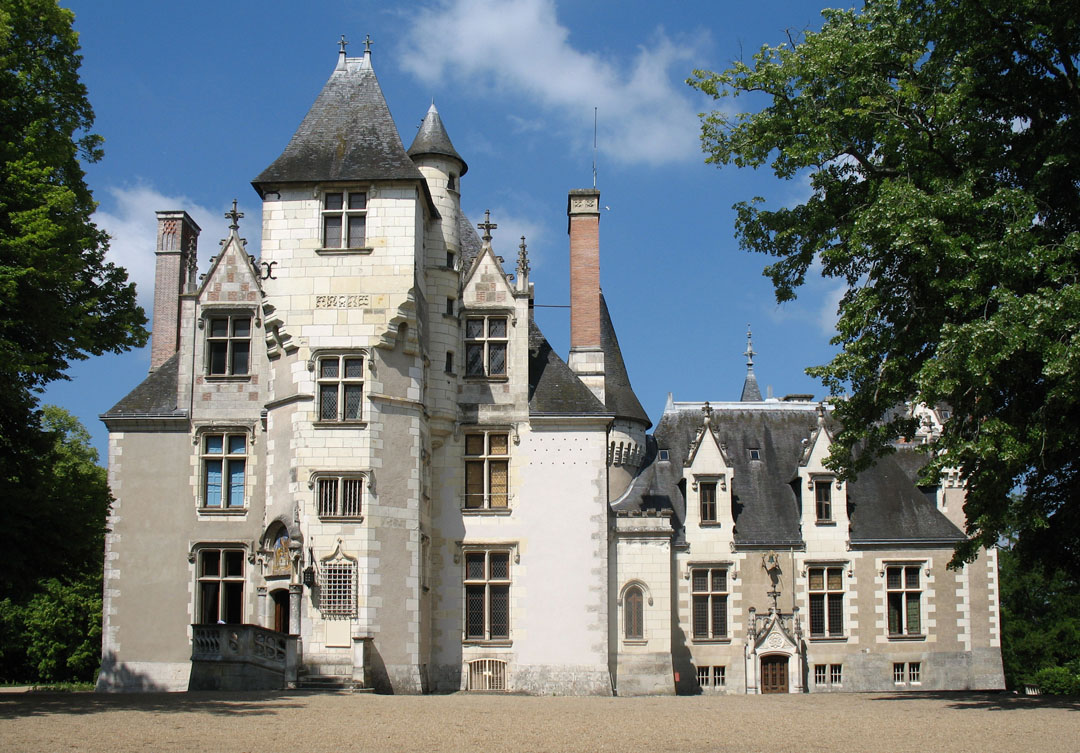
Château de Candé, az esküvő színhelye

A herceg 1937. június 3-án vette feleségül Wallis Simpsont (aki eddigre már elvált második férjtől, és nevét Wallis Warfieldre változtatta vissza). Az esküvőre Franciaországban, a Tours melletti Château de Candé kastélyában került sor. Az anglikán egyház elítélte a házasságot, de egy darlingtoni lelkész, Robert Anderson Jardine vállalta hogy összeadja a párt. VI. György megtiltotta a királyi család tagjainak, hogy részt vegyenek a ceremónián., emiatt Eduárd és felesége sokáig neheztelt rá, mert szerették volna ha a herceg testvérei (Henrik gloucesteri herceg és György kenti herceg) elmennek az esküvőjükre.
A brit kormány nem volt hajlandó Windsor hercegét és feleségét felvenni a királyi család éves jövedelmét biztosító listára, így Eduárd minden bevételét személyesen a király fizette. Jövedelme megállapításakor Eduárd eltitkolta, hogy jelentős összeget halmozott fel walesi herceg korában, amikor a Cornwalli hercegség jövedelmei is hozzá folytak be. VI. György bérleti díjat is fizetett bátyjának a Sandringham House és a Balmorali kastély után, amelyeket Eduárd az apjuktól örökölt és személyes vagyonába tartoztak. A herceg eleinte naponta zaklatta telefonon a királyt, pénzt kért tőle és azt hogy felesége is kapja meg a királyi hercegnői címet; György végül letiltatta a hívásait.
A windsori herceg és a család többi tagjai között a viszony évtizedekig feszült maradt. Eduárd úgy tervezte, hogy egy-két évet Franciaországban tölt, majd visszaköltözik Angliába. VI. György azonban azzal fenyegette meg, hogy nem folyósítja az apanázsát, ha külön meghívás nélkül visszatér az országba.

## A második világháborúban

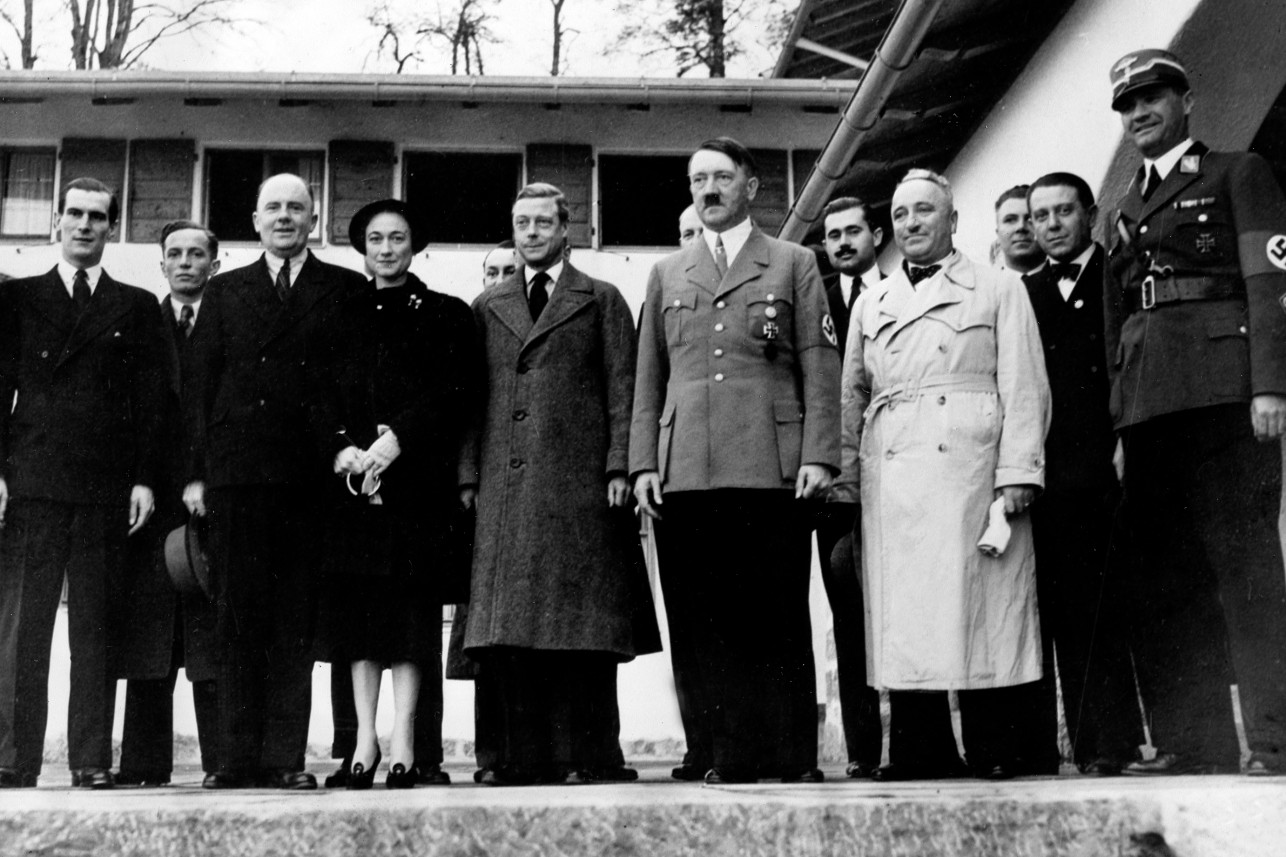
Hitler (jobbra), a windsori herceg (középen) és felesége (1937)

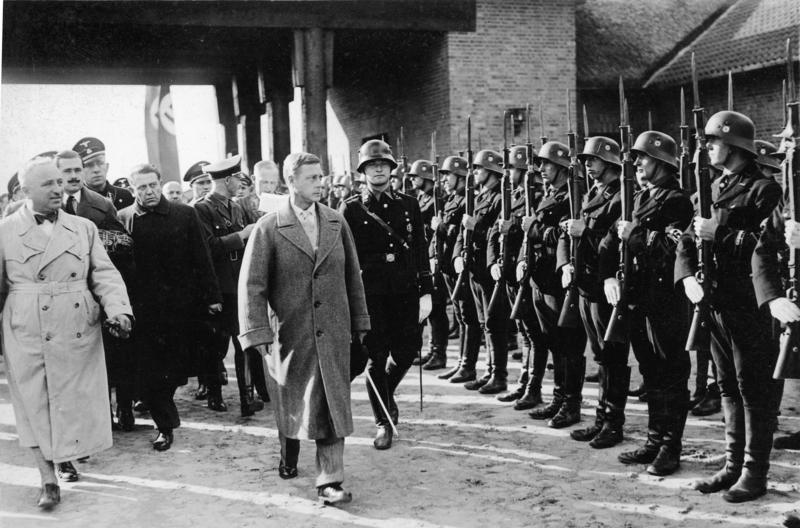
Eduárd megtekint egy SS-szakaszt (1937)

1937 októberében Eduárd és felesége (a brit kormány tanácsa ellenére) Németországba látogatott és Obersalzbergben Adolf Hitlerrel is találkozott. A náci tisztelgést is végrehajtó brit herceggel sokat foglalkoztak a német újságok. Az Osztrák–Magyar Monarchia korábbi londoni nagykövete Albert von Mensdorff-Pouilly-Dietrichstein (V. György rokona és barátja) szerint Eduárd rokonszenvezett a fasizmussal mint a kommunizmus előretörésének megakadályozójával, és szívesen látott volna egy német–brit szövetséget. Maga a windsori herceg kijelentette, hogy miután megtapasztalta az első világháború harcmezőin a „szörnyűségek végtelen jeleneteit”, helyesnek véli a Németországgal szembeni békítő politikát. Hitler maga is úgy vélte, hogy Eduárd rokonszenvezik a náci Németországgal és ha nem mond le korábban, a német–angol viszony sokkal jobb lehetne. Albert Speer így idézte a Führert: „Biztos vagyok abban, hogy vele elérhettük volna az állandó baráti viszonyt. Ha a helyén marad, egészen más lenne a helyzet. A lemondása komoly csapás volt a számunkra.”
A herceg és felesége Franciaországban telepedtek le. 1939 májusában a verduni csatamezőt meglátogatva interjút adott az amerikai NBC-nek, amelyben az első világháború szörnyűségeit emlegette és reményét fejezte ki, hogy az emberiség nem lesz olyan őrült, hogy még egy hasonló háborúba kezd. A BBC ebben Hitler megbékítésének propagandáját látta, és nem vette át a műsort, bár a brit újságok beszámoltak róla.
A második világháború kitörése után Louis Mountbatten a HMS Kelly rombolóval visszaszállította a hercegi párt Angliába. Eduárd ezután vezérőrnagyi rangban (bár korábban már néhány fokozattal magasabb tiszteletbeli hadseregtábornoki rangot is viselt) csatlakozott a franciaországi brit expedíciós erőkhöz. 1940 februárjában a hágai német követ, Julius von Zech-Burkersroda azt állította, hogy a windsori herceg elárulta a szövetségesek belgiumi védelmi terveit Németországnak, amit a herceg később tagadott. A német előrenyomuláskor a windsori herceg délre menekült; előbb Biarritzba, aztán 1940 júniusában előbb Spanyolországba, majd Portugáliába. Lisszabonban egy bankárnál, Ricardo de Espírito Santónál lakott és német ügynökök (Walter Schellenberg) megpróbálták rávenni, hogy térjen vissza Spanyolországba. A németbarát Franco országában nagyobb befolyást tudtak volna gyakorolni rá és Churchill közben már hadbírósággal fenyegette a herceget, ha nem tér azonnal vissza a Brit Birodalom területére. A németek már Eduárd elrablását tervezték, de a brit kormány eközben kinevezte a herceget a Bahama-szigetek kormányzójává és a házaspár augusztus 1-én az amerikai Excalibur utasszállítóval elhagyták a portugál fővárost. A Lisszabonból egyenesen New Yorkba tartó hajó a herceg kedvéért tett kitérőt, aki augusztus 9-én kiszállt Bermuda szigetén és egy héttel később egy kanadai gőzössel utaztak tovább a Bahamákra. A windsori herceg nem szerette a rá kiosztott feladatot, állomáshelyét „harmadosztályú brit gyarmatnak” tartotta. A brit külügyminisztérium erőteljesen tiltakozott, amikor hajókirándulásra akart indulni a svéd nagytőkés, Axel Wenner-Gren jachtján, akiről azt gondolták, hogy közeli kapcsolatban áll Hermann Göringgel. Kormányzóként 1942-ben megoldotta az alacsony bérek miatt kirobbant tiltakozások problémáját (amikért ő a „kommunista bajkeverőket” és a „közép-európai zsidókat” okolta. A háború vége felé, 1945. március 16-án lemondott posztjáról.

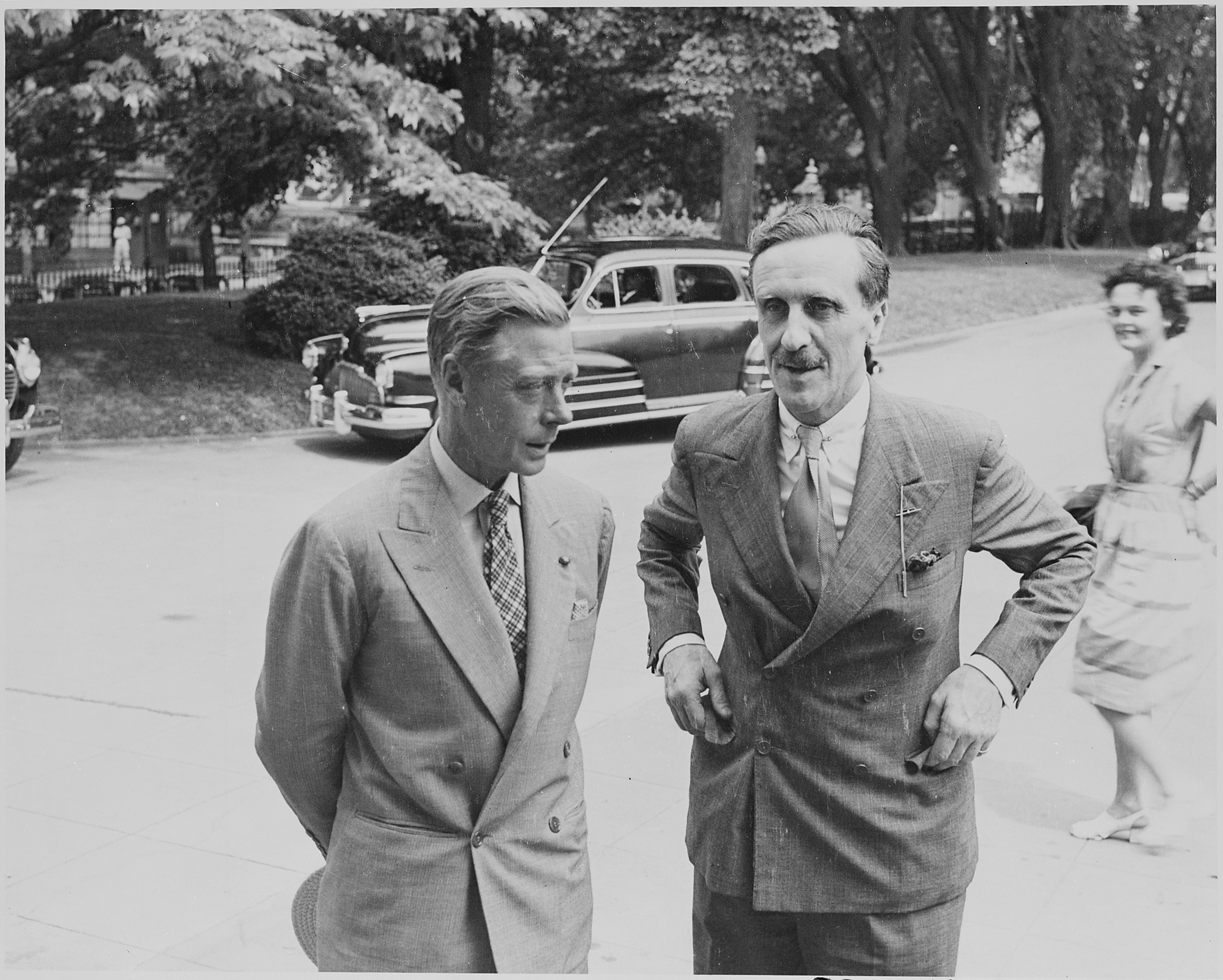
Eduárd (balra) 1945-ös washingtoni látogatásakor

Egyes történészek úgy vélik, hogy Hitler győzelme esetén Eduárdot ültette volna egy fasiszta Anglia élére. Általános volt a vélekedés, hogy a windsori herceg szimpatizált a nemzetiszocializmussal és azért helyezték a Bahamák élére, nehogy Londonban bajt keverjen, vagyis félreállították. 1940-ben csodálatát fejezte ki arról, ahogyan a németek átszervezték a társadalmukat, Franciaország megszállása után pedig megkérte a német hadsereget, hogy fegyveresekkel őriztessék a házait Párizsban és a Riviérán (amit azok meg is tettek). 1941-ben interjút adott az amerikai Liberty újságnak, amiben azt állította, hogy „Hitler a megfelelő és logikus (választás) a német nép vezetőjeként” és szerinte az amerikai elnöknek kellett volna közvetítenie a békekötésért. A herceg később tiltakozott, hogy szavait félremagyarázták. Carl Alexander von Württemberg, Amerikába menekült német főnemes szerint a herceg felesége, Wallis Simpson 1936-ban lefeküdt Joachim von Ribbentroppal (aki akkor londoni nagykövet volt) és később is kapcsolatban maradt vele és államtitkokat adott át neki.
1945 márciusában VI. György király az elfoglalt Kronberg im Taunus-i Friedrichshof-kastélyba küldte a királyi könyvtár és a kémelhárítás egy-egy emberét, hogy elhozzák onnan Viktória királynő és lánya (aki III. Frigyes német császárhoz ment férjhez) levelezését. Charles Higham angol író szerint az akció tényleges célja az volt, hogy megszerezzék a windsori herceg Hitlerhez írt kompromittáló leveleit.
Memoárjaiban Eduárd elismerte, hogy csodálta a németeket, de tagadta, hogy náci szimpatizáns lett volna. Hitlerről ezt írta: „A Führer nekem némileg nevetséges figurának tűnt a színpadias pózaival és bombasztikus önhittségével.”

## Kései évei
A háború után a hercegi pár visszatért Franciaországba és gyakorlatilag visszavonultak; Eduárd kormányzósága után nem töltött be hivatalos tisztséget. Jövedelmét a brit kormány időszakos juttatásaival és illegális valutakereskedelemmel egészítette ki. A francia kormány névleges bérleti díjért rendelkezésére bocsátott egy villát Párizsban és felmentette a jövedelemadó fizetése alól. 1951-ben Egy király története címmel megjelentette (nem saját maga írta) emlékiratait, kilenc évvel később pedig írt egy könyvet a brit királyi család öltözködéséről Viktória királynőtől kezdve egészen az ő koráig.

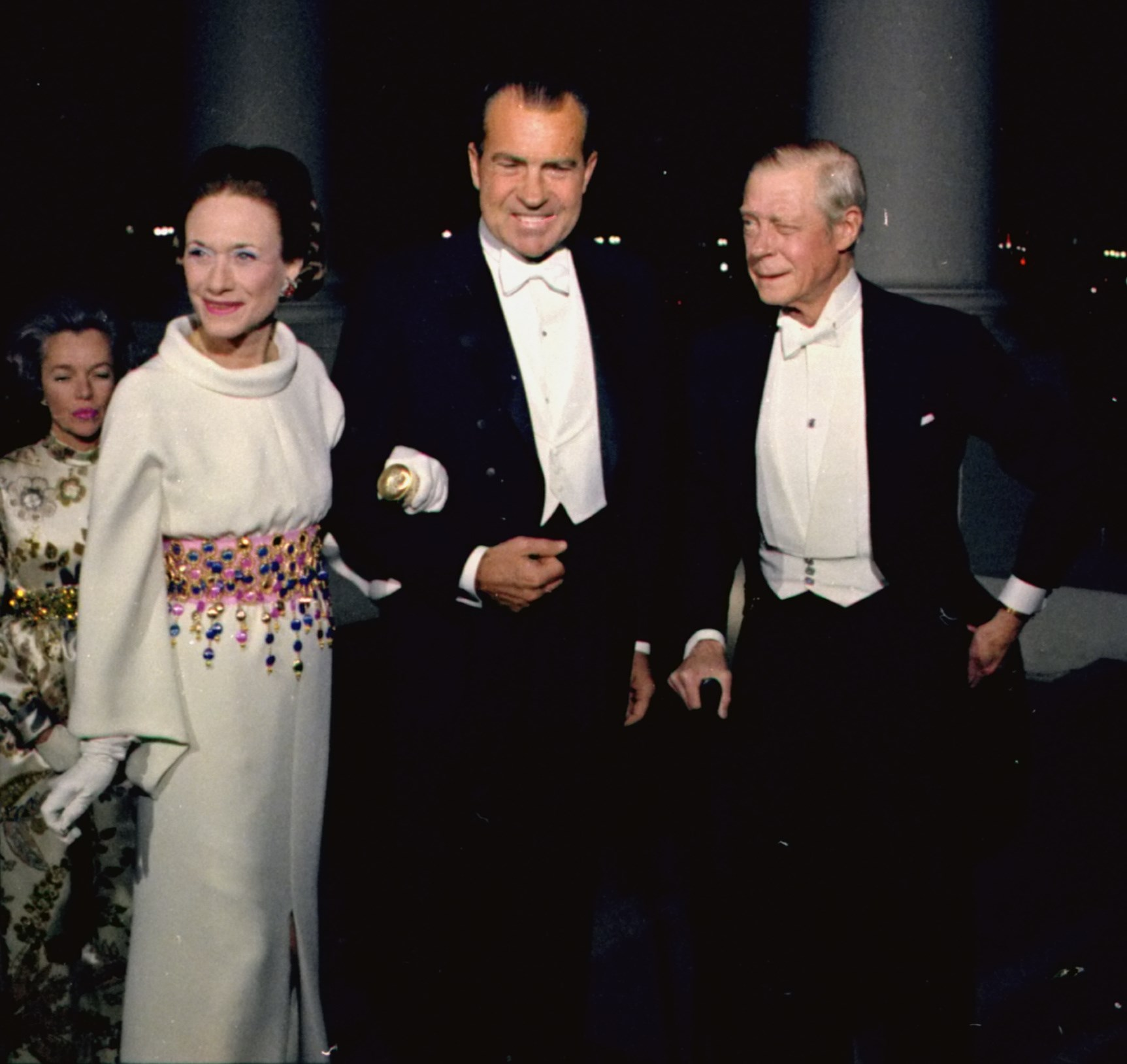
Windsor hercege, felesége és Richard Nixon amerikai elnök (1970)

A házaspár egyfajta hírességként élte életét az 1950-es és 60-as években: partikat adtak és sokat ingáztak Párizs és New York között. Közismert volt, hogy bolondultak a mopszaikért. 1953 júniusában nem vettek részt II. Erzsébet koronázásán, csak a televízióban nézték az eseményt. A herceg azt mondta, hogy nincs rá precedens, hogy egy volt uralkodó ott legyen utódja koronázásán. 1955-ben meglátogatták Washingtonban Eisenhower amerikai elnököt, 1970-ben pedig Nixon elnök díszvendégei voltak egy vacsorán.
A királyi család soha nem fogadta be Eduárd feleségét; anyósa, Tecki Mária egyszer sem fogadta hivatalosan. Maga a herceg időnként találkozott az anyjával és öccsével és elment VI. György 1952-es temetésére is. 1965-ben a házaspárt Londonban fogadta II. Erzsébet. Az utolsó formális esemény amelyen jelen voltak, az az 1968-as temetés volt, amelyen Eduárd öccsének (György kenti hercegnek) a feleségét búcsúztatták. 1969-ben meghívták Károly walesi hercegi beiktatására, de oda már nem ment el.

Windsor hercegének címere

A 60-as években Eduárdnak egyre több gondja akadt az egészségével. 1967 decemberében Houstonban a hasi aortájának aneurizmája miatt műtötték meg, két hónappal később pedig a bal szemén levált a retinája. 1971-ben a kora ifjúságától dohányzó hercegnél gégerákot diagnosztizáltak. Sugárterápiát kapott, de ennek ellenére 1972. május 28-án, egy hónappal 78. születésnapja előtt, párizsi otthonában meghalt. Testét visszaszállították Angliába és Frogmore-ban, a királyi temetkezőhelyen helyezték örök nyugalomra Viktória királynő mauzóleuma mögött. 1965-ig Eduárd és felesége úgy tervezték, hogy Amerikában, Baltimore-ban egymás mellé temetik őket, de ekkor II. Erzsébet engedélyezte mindkettejüknek a királyi temető használatát. Wallis 14 évvel később követte férjét.

## Kitüntetései
Uralkodóként teljes címe „Őfelsége, Nyolcadik Eduárd, Isten kegyelméből Nagy-Britannia, Írország és a Tengerentúli Brit Domíniumok királya, a hit védelmezője, India császára” volt.

### Brit kitüntetések
- A Térdszalagrend lovagja (1910)
- Birodalmi Szolgálati Érdemrend (1910)
- Hadikereszt (1916)
- A Szent Mihály és Szent György-rend nagymestere (1917)
- A Brit Birodalom Rendjének nagymestere (1917)
- A Szent János-rend lovagja (1917)
- A Királyi Viktoriánus Rend nagykeresztje (1920)
- Az India Csillaga-rend főparancsnoki fokozata (1921)
- Az Indiai Császárság Rendjének főparancsnoki fokozata (1921)
- Királyi Viktoriánus Lánc (1921)
- Bogáncsrend (1922)
- Szent Patrick-rend (1927)
- Fürdőrend (1936)

Trónra lépésekor valamennyi, a Brit Birodalomhoz tartozó lovagrend fejévé vált, függetlenül attól, hogy megkapta-e a kitüntetéseket előtte. Lemondása után VI. György helyreállította kitüntetései korábbi fokozatát.

### Külföldi kitüntetések
- A Francia Becsületrend nagykeresztje (Franciaország, 1912)[89]
- Aranygyapjas rend (Spanyolország, 1912)[89]
- Elefántrend (Dánia, 1914)
- A Szent Olav-rend nagykeresztje (Norvégia, 1914)
- Angyali Üdvözlet-rend (Olaszország, 1915)
- Hadikereszt (Franciaország, 1915)
- Szent György-rend (Oroszország, 1916)
- Vitéz Mihály-rend (Románia, 1918)
- Hadiérdemrend (Olaszország, 1919)
- Mohamed Ali-szalag (Egyiptom, 1922)
- Szerafim-rend (Svédország, 1923)
- I. Károly-rend (Románia, 1924)
- Érdemkereszt, 1. osztály (Chile, 1925)
- Az Andoki Kondor-rend nagykeresztje (Bolívia, 1931)
- A Naprend nagykeresztje (Peru, 1931)
- Krisztus Lovagrendjének nagykeresztje (Portugália, 1931)
- Dél Keresztje-rend (Brazília, 1933)
- A Szent Agáta-rend nagykeresztje (San Marino, 1935)

## Magyarul
- A walesi herceg keletafrikai vadászútja; a walesi herceg naplója alapján összeállította Patrick R. Chalmers, ford. Baktay Ervin; Franklin, Budapest, 1935 (Világjárók. Utazások és kalandok)
- Edward, Windsori herceg emlékiratai egy korona egy asszonyért; Hertzl, Tel-Aviv 1950 k. (Új irodalmi regények)

| Eduárd címere walesi hercegként (1911–1936) | Címere az Egyesült Királyság uralkodójaként (1936) | Címere az Egyesült Királyság uralkodójaként Skóciában (1936) | Windsor hercegeként (1937–1972) |

## Fordítás
- Ez a szócikk részben vagy egészben  az   Edward VIII című angol Wikipédia-szócikk ezen változatának fordításán alapul.  Az eredeti cikk szerkesztőit annak laptörténete sorolja fel. Ez a jelzés csupán a megfogalmazás eredetét és a szerzői jogokat jelzi, nem szolgál a cikkben szereplő információk forrásmegjelöléseként.